# 柄花天胡荽
柄花天胡荽（学名：Hydrocotyle podantha）为伞形科天胡荽属下的一个种。

## 扩展阅读
- 維基物種上的相關：柄花天胡荽